# FnZ
FNZ ( Finatik N Zac 으로도 알려짐)는 Michael " Finatik " Mulé 와 Isaac " Zac " De Boni 로 구성된 호주 레코드 제작 듀오이다. 2009년에 결성되었으며, 이듬해 동료 프로듀서 Jim Jonsin 의 레벨 록 엔터테인먼트와 계약을 맺고 10년 동안 근무했다, 2020년대부터 독립적으로 작업 범위를 넓혔다.